# Rivalidad de las Rosas
La Rivalidad de las Rosas (en inglés: Roses rivalry)' o el derbi de los Peninos (en inglés: Pennines derby), es una rivalidad futbolística que se juega entre el Leeds United y el Manchester United, clubes del norte de Inglaterra. La rivalidad se origina por la fuerte enemistad entre los condados históricos de Lancashire y Yorkshire, que se cree popularmente tiene sus orígenes en la Guerra de las Rosas del siglo XV. Aunque las ciudades de Leeds y Mánchester se encuentran a más de 64 kilómetros de distancia, la tradición se mantiene y este fuerte sentimiento aún se puede ver entre los dos clubes. Una investigación independiente realizada por la Football Fans Census —FFC— ha demostrado que, dentro del fútbol inglés, tanto el Leeds como el United se clasifican dentro de los tres mejores clubes según sus rivales.
En el pasado, la rivalidad entre los dos clubes ha ido más allá de la acción en Old Trafford y Elland Road. La hostilidad se hizo más intensa a lo largo de los años y durante la década de 1970, cuando el vandalismo del fútbol inglés estaba en su apogeo, las peleas entre el Leeds United Service Crew y el Manchester United Red Army, dos de los grupos de hooligan más notorias de Gran Bretaña, eran comunes y se conocían como uno de los enfrentamientos más violentos en el fútbol británico. Muchas personas resultaron heridas en estos encuentros, pero la violencia entre los fanáticos de los clubes ha disminuido considerablemente desde la década de 1970 por varias razones, principalmente debido a la reducción general del vandalismo. Recientemente en enero de 2010, antes del encuentro de los dos clubes por la tercera ronda de la FA Cup, el mánager del Manchester United, Sir Alex Ferguson, describió los partidos como «ocasiones fantásticas y enérgicas» con una atmósfera «eléctrica». La rivalidad también ha sido calificada por The Daily Telegraph como «la rivalidad más intensa e inexplicable del fútbol inglés».
Los encuentros han sido particularmente escasos desde 1982, año en el que el Leeds fue relegado a la Second Division. El hooliganismo todavía abundaba entre los fanáticos de los clubes de la liga inglesa en esa época, y cuando Leeds regresó a la máxima categoría en 1990, el problema era menos grave y desde entonces sigue siendo un algo menor. La rivalidad y el vandalismo se han reducido de manera efectiva desde 2004, cuando el Leeds fue relegado de la Premier League. Los equipos se han encontrado solo dos veces desde entonces, y mientras una encuesta muestra que los fanáticos del Leeds todavía consideran al Manchester United como sus principales rivales, los fanáticos del Manchester United consideran al Liverpool como sus principales rivales, seguido por el Manchester City, el Chelsea y el Arsenal.

## Rivalidad entre ciudades

### Guerras de las rosas

Rosa Roja de Lancaster

Rosa Blanca de York

Se considera que la rivalidad es una manifestación deportiva de la contienda establecida entre los condados de Yorkshire y Lancashire, que se remonta a la Guerras de las Rosas, una serie de guerras civiles libradas entre las casas reales Plantagenet de York y Lancaster por el trono de Inglaterra durante el siglo XV. Las batallas disputadas durante las guerras fueron particularmente sangrientas, especialmente la Batalla de Towton, que tuvo lugar a solo 24 kilómetros (14,9 mi) de Leeds y se describe como «la batalla más sangrienta de Inglaterra».
Los colores de las camisetas locales de cada equipo concuerdan adecuadamente a la rosa correspondiente que representa a su condado —Leeds con una equipación blanca, parecida a la rosa de Yorkshire y al Manchester United con una camisa roja, como la rosa de Lancashire—. Sin embargo, los colores del Manchester United no siempre han sido rojos y el Leeds solo adoptó el blanco a partir de la década de 1960, inspirado por el Real Madrid. Hay una rivalidad similar en el cricket, en el que los partidos se disputan a nivel de condados. En este caso, el Partido de las o Rosas (en inglés: Roses Match) es el nombre dado a los juegos jugados entre el Yorkshire County Cricket Club y Lancashire County Cricket Club. Aunque los clubes cubren la región más grande del condado, Yorkshire tiene su sede en Leeds y juega en el Headingley Stadium, mientras que Lancashire juega en el Old Trafford Cricket Ground en Mánchester, cerca del estadio de fútbol del mismo nombre. Mánchester ahora se encuentra en el condado metropolitano de Gran Mánchester, mientras que Leeds ahora se encuentra en el condado metropolitano de Yorkshire del Oeste.

### Revolución Industrial
Una rivalidad directa entre las ciudades de Leeds y Mánchester surgió durante la Revolución Industrial en Gran Bretaña durante los siglos XVIII y XIX. El país entero atravesaba una fase de crecimiento económico sin precedentes y la economía de Leeds había crecido rápidamente gracias a la industria de la lana. Mientras tanto, al oeste de Mánchester, la industria del algodón comenzó a florecer, con las fábricas impulsadas por el transporte económico de carbón por el Canal de Bridgewater.
A mediados del siglo XIX, Leeds construyó el impresionante Ayuntamiento de Leeds, clasificado en Grado I, aunque la riqueza que Mánchester había adquirido les permitió replicar mediante la construcción de obras arquitectónicas propias, como el Ayuntamiento de Manchester en Grado I. Esto sirvió para llevar la rivalidad entre las dos ciudades aún más lejos.

## Rivalidad futbolística

### Primeros encuentros

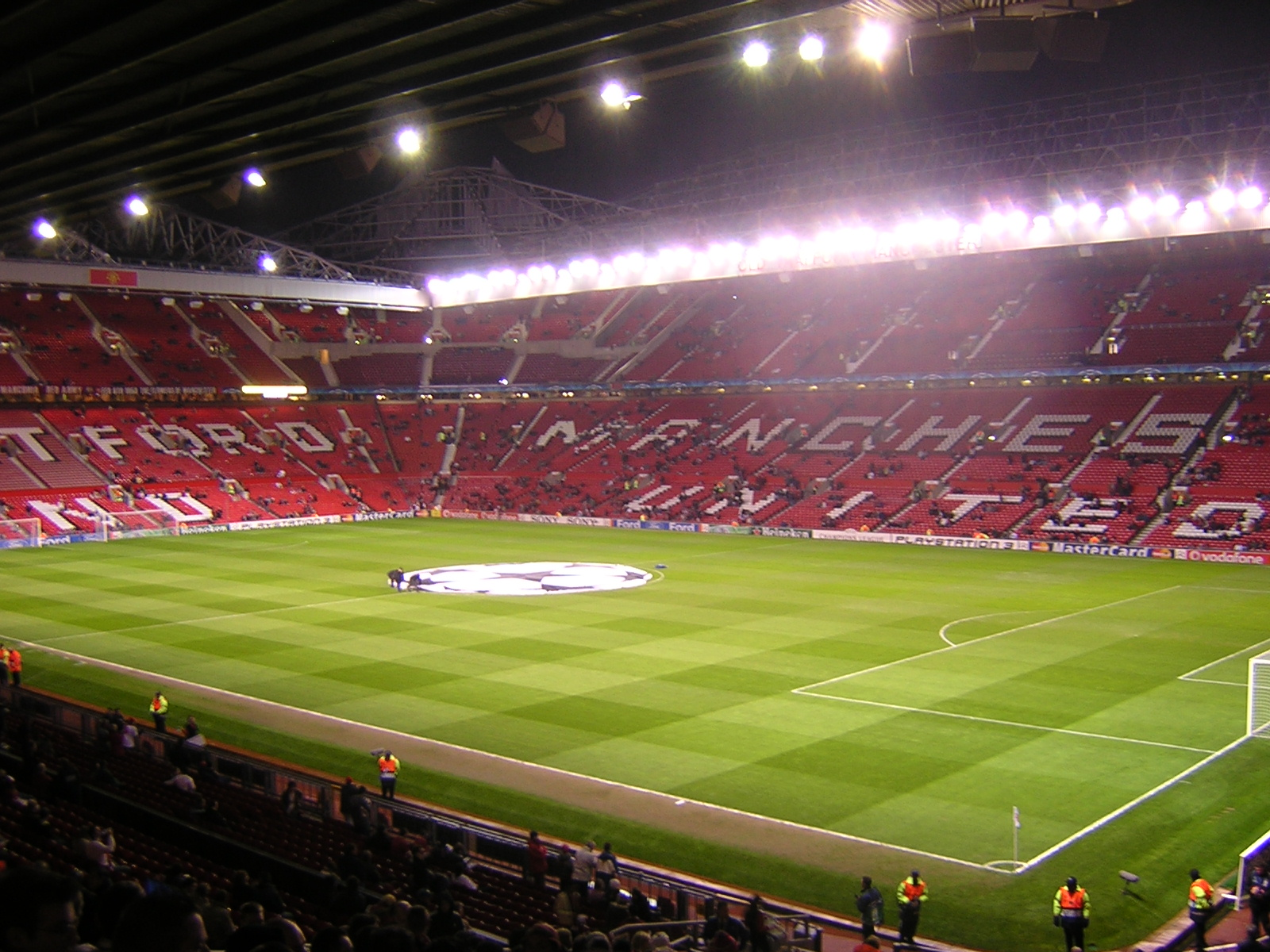
Old Trafford – hogar del Manchester United

El Manchester United fue el primer equipo en surgir, a pesar de que el fútbol se originó en Yorkshire. El club fue fundado en 1878 como Newton Heath LYR por empleados del Lancashire and Yorkshire Railway, con la compañía, como su nombre indica, cubriendo ambos condados históricos. Más tarde los nuevos dueños del club cambiaron su nombre a Manchester United en 1902. Leeds tradicionalmente había sido una ciudad de rugby, así que pasó un tiempo antes de que la atracción del fútbol finalmente atrajera a la gente local. Finalmente se creó un club de fútbol en 1904, cuando surgió el Leeds City. Las dos partes se enfrentaron por primera vez en la Second Division en el Bank Street, estadio del Manchester United el 15 de enero de 1906 frente a 6,000 fanáticos. Leeds City ganó el juego 3-0, pero el United ganó el juego de vuelta en Elland Road 2-1 en abril.

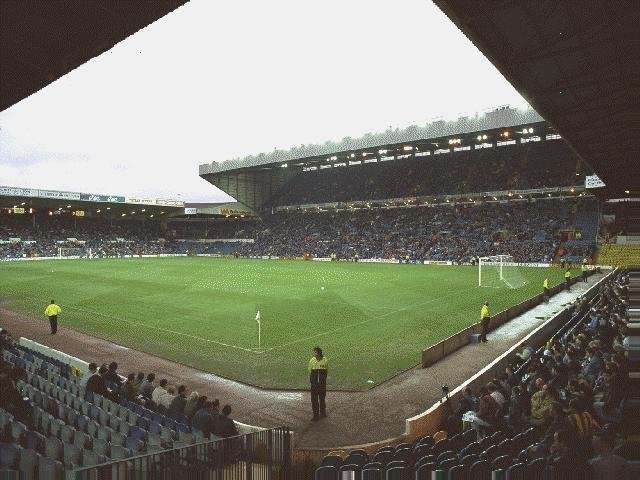
Elland Road – casa del Leeds United

Estos partidos fueron la primera y la última vez que los dos clubes se enfrentaron, ya que el Manchester United fue promovido a la First Division al final de la temporada 1905-06 y el Leeds City fue disuelto por la fuerza debido a irregularidades financieras. Se formó un nuevo club con el nombre de «Leeds United», y comenzaron a jugar en la Midland Football League, ocupando el lugar que dejó el equipo de reserva del Leeds City. El club también se hizo cargo de Elland Road, que había sido ocupado por el Yorkshire Amateur desde la desaparición del Leeds City. El Leeds United fue elegido para jugar la Second Division el 31 de mayo de 1920 y se enfrentó al Manchester United por primera vez en Old Trafford el 20 de enero de 1923. Sin embargo, los 25,000 espectadores se fueron a casa decepcionados porque el partido terminó 0-0. El Manchester United se adjudicó la primera victoria, y de hecho la primera victoria fuera de casa entre los dos clubes, cuando vencieron al Leeds 1-0 en Elland Road una semana después, el 27 de enero. Le tomó al Leeds varios años, hasta la temporada 1925–26 en tener su primera victoria, ganando 2-0 en Elland Road el 3 de octubre.
En la temporada 1928-29, el Leeds logró su primera victoria fuera de casa ante el Manchester United, con una victoria por 2–1 en Old Trafford en la First Division. Leeds también ganó el encuentro en Elland Road 3-2 y se convirtió en el primero de los dos equipos en lograr una doble victoria sobre el otro —ganando ambos partidos entre los dos clubes en una temporada—. El primer doblete del Manchester United sobre el Leeds, sin embargo, no llegó hasta la temporada 1946-47, cuando una victoria por 3-1 en Old Trafford fue seguida por una victoria por 2-0 en Elland Road. Sin embargo, ninguna de las partes fue particularmente exitosa durante este período, y las dos conjuntos solo se encontraban esporádicamente debido a varias promociones y relegaciones.

### Busby vs. Revie - la rivalidad se intensifica
No fue hasta después de la Segunda Guerra Mundial que el Manchester United se convirtió en una potencia futbolística, ya que conquistaron tres títulos de liga durante la década de 1950. Matt Busby era el hombre que había llevado al Manchester United a la gloria y permaneció en el club hasta 1969. Mientras tanto, al este, el Leeds United había inscrito al exjugador Don Revie como su jugador-mánager y pronto tomó el puesto de entrenador. El Manchester United durante esta era presentó a Bobby Charlton, Denis Law y George Best, mientras que los Revie Leeds se gananaron una reputación de ser un equipo duro e inflexible, con el hermano de Bobby Jack Charlton, Billy Bremner y Norman Hunter en sus filas. Otro miembro clave del equipo de Revie fue el irlandés Johnny Giles, quien se unió al Leeds desde el United por £ 33,000 en 1963.
Durante la temporada 1964-65, los dos equipos se enfrentaron entre sí en las semifinales de la FA Cup para tener la oportunidad de llegar a la final. El empate en Hillsborough fue un juego muy duro, la imagen de Jack Charlton y Denis Law golpeándose entre sí y luchando en el suelo personificó el espíritu con el que se jugó el encuentro, que terminó 0-0, con el Yorkshire Post comentando «ambos equipos se comportaron como un grupo de perros mordiendo y gruñendo entre sí por un hueso». El replay en City Ground fue tensa y a Bremner le tomó 89 minutos disparar al el gol ganador para el Leeds. Los dos clubes terminaron primero y segundo en liga esa misma temporada, ambos con 61 puntos, pero los Red Devils ganaron el título debido a un mejor promedio de goles.
La rivalidad entre los equipos continuó con mucha fuerza durante el resto de los años sesenta y setenta. Leeds logró tanto éxito nacional como europeo, ganó el título de la First Division en la temporada 1968-69 y en la temporada 1973-74, y finalizó cinco veces como subcampeón, además nunca terminó fuera de los cuatro primeros lugares mientras Revie estaba al mando. Leeds se ganó una temida reputación por derrotar a los grandes equipos europeos, incluidos Juventus de Turín, Barcelona, Napoli, Anderlecht y el Valencia; al hacerlo, se convirtieron en campeones de la Copa de Ferias dos veces y una vez fueron subcampeones, además de jugar dos controvertidas finales de la Copa de Europa en 1973 y en la final de 1975. El nuevo dominio del Leeds se destacó por el hecho de que en 1970 estuvieron cerca de lograr un histórico Triplete, sin embargo, terminaron como subcampeones tanto en la liga como en la FA Cup, y fueron eliminados de la Copa de Europa en semifinal. Durante este período, el Manchester United solo ganó la liga una vez, en la temporada 1966-67, y al final de varias derrotas consecutivas infligidas por el Leeds, incluida una derrota por 5-1 en Elland Road en 1972, fueron relegados de categoría en la temporada en que el Leeds se convirtió en campeón en 1974. Sin embargo, tuvieron otros éxitos, como ganar la Copa de Europa en 1968, un honor que el Leeds nunca ha logrado.
En 1978, Joe Jordan y Gordon McQueen, dos de los mejores jugadores del Leeds en ese momento, fueron vendidos al Manchester United. Esto fue muy duro para los fanáticos del Leeds, especialmente en el caso de McQueen, ya que era uno de los favoritos de los fanáticos. La siguiente temporada, los dos jugadores se enfrentaron a su antiguo club. McQueen fue atacado en particular con abucheos y burlas en Elland Road y le lanzaron objetos antes de que anotara un gol de cabeza para silenciar a los aficionados locales.

### Renovación
La Rivalidad de las Rosas no se produjo durante casi una década porque el Leeds fue relegado en 1982, mientras que el Manchester United siguió siendo competitivo en la First Division y en la búsqueda de títulos en casi todas las temporadas.
Leeds finalmente regresó bajo la dirección de Howard Wilkinson en 1990 con una escuadra recientemente fortalecida que había terminado como campeona de la segunda división. Las primeras dos temporadas después de que el Leeds ganó la promoción trajo empates entre los dos equipos en los cuatro encuentros de liga, aunque el Manchester United triunfó sobre el equipo de Yorkshire en la Copa de la Liga y en los partidos de FA Cup durante ese tiempo.
El último campeonato de liga antes de la introducción de la Premier League se produjo en la temporada 1991-92, dos temporadas después de la promoción del Leeds, y durante gran parte de la temporada fue una carrera por el título entre el Leeds United y el Manchester United. Gracias a Gordon Strachan —que fue comprado del Manchester United—, Lee Chapman, David Batty y Éric Cantona, Leeds ganó la liga por cuatro puntos. Sin embargo, para sorpresa de los fanáticos del Leeds, Cantona fue vendido al Manchester United por £ 1.2 millones, más tarde en 1992. Sería la piedra angular del resurgimiento del Manchester United en la década de 1990, llevándolos al título de la Premier League en cuatro de cinco temporadas y así se convirtió en una de las más grandes leyendas del club. En 2001, fue votado como su jugador del siglo y, hasta el día de hoy, los fanáticos del Manchester United se refieren a él como el «Rey Eric».
Los enfrentamientos en el campo siguieron ocurriendo entre los clubes, con incidentes notables que incluyeron el inicio de un rencor personal entre el capitán del Manchester United Roy Keane y Alf-Inge Håland en septiembre de 1997, un choque entre Ian Harte y Fabien Barthez en marzo de 2001, y una pelea entre Robbie Keane y David Beckham en octubre de 2001.
Dos fanáticos del Leeds United fueron apuñalados hasta la muerte durante un juego de la Copa UEFA contra el Galatasaray en 2000. Muchos fanáticos del Manchester United presentaron sus respetos, dejando tributos en Elland Road, e incluso hubo informes de que los fanáticos del Leeds y el Manchester United se abrazaron, con The Independent utilizando el titular «Viejas rivalidades olvidadas, fanáticos se unen en pena». Sin embargo, cuando los dos equipos se enfrentaron en liga, una subsección de fanáticos del Manchester United desplegó pancartas con las palabras «MUFC Istanbul Reds» y «Galatasaray Reds», glorificando a los asesinos y burlándose de las víctimas. Es posible que los fanáticos del Manchester United que desplegaron estas pancartas hayan tomando represalias a las burlas de los fanáticos del Leeds por el Desastre aéreo de Múnich a lo largo de los años —estos cantos también fueron hechos por los aficionados de muchos otros clubes, especialmente del Liverpool—, pero estas pancartas enojaron al público. Los fanáticos del Leeds replicaron cantando canciones sobre Múnich, y hubo informes de que se rompieron asientos y enfrentamientos después del juego.

### Leeds en las ligas inferiores

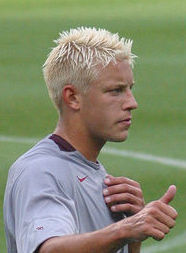
Alan Smith, nacido en Leeds, dejó su club para unirse al Manchester United en 2004.

Después de pasar por un período de extremas dificultades financieras, como resultado de la enorme cantidad de dinero que se invirtió en el club para ayudarles a alcanzar las semifinales de la Liga de Campeones en 2001, el Leeds fue relegado de la Premier League a finales de la temporada 2003-04. Alan Smith, un chico local y favorito de los firmes fanáticos del Leeds, sorprendió al Leeds luego de su descenso al transferirse al Manchester United. Los fanáticos del Leeds lo llamaron «Judas» y sus acciones se hicieron particularmente duras para ellos, ya que Smith había sido conocido por besar la insignia del Leeds y él había dicho que se quedaría con el club incluso si descendían. También había declarado años antes en una entrevista con Soccer AM que nunca se uniría al Manchester United. Fue recibido por los fanáticos del Manchester United y pronto se convirtió en uno de sus favoritos, respetándolos y respetando su decisión de unirse a un club rival.
Los dos equipos rara vez se han enfrentado desde el descenso del Leeds de la Premier League. Una reciente encuesta realizada por la Football Fans Census —FFC— muestra que mientras que los fanáticos del Leeds aún consideran al Manchester United como sus principales rivales, los fanáticos del United consideran al Liverpool como sus principales rivales, seguido por el Manchester City, el Chelsea y el Arsenal.
El 3 de enero de 2010, los equipos se enfrentaron por primera vez en casi seis años donde empataron por la tercera ronda de la FA Cup en Old Trafford. A pesar de ser 43 lugares más bajos en liga que sus rivales, el Leeds United ganó el replay 1–0, lo que les dio su primera victoria en Old Trafford en más de 28 años.
Los clubes se encontrarían en la tercera ronda de la Copa de la Liga 2011-12. El partido se jugó en Elland Road el 20 de septiembre de 2011, donde el Manchester United ganó 3-0. El abismo actual en los recursos entre los dos clubes fue ilustrado por el Manchester United, sentando a muchos jugadores regulares del primer equipo, pero aun así venciendo cómodamente a un equipo de Leeds casi con toda su fuerza. Después del partido, la policía de Yorkshire del Oeste abrió una investigación sobre los cantos «repugnantes» de ambos grupos de fanáticos, sobre el desastre aéreo de Múnich y el asesinato de dos fanáticos de Leeds en Turquía.
En términos de trofeos, la rivalidad ha sido muy a favor del club de Lancashire. El Manchester United ha ganado un total de 68 trofeos competitivos, todo un récord, en comparación con los 12 del Leeds United.

### Transferencias de jugadores
| Fecha                    | Nombre                    | Desde             | A                 | Valor                    |
| ------------------------ | ------------------------- | ----------------- | ----------------- | ------------------------ |
| 16 de marzo de 1960      | Freddie Goodwin           | Manchester United | Leeds United      | £ 10,000                 |
| 1 de agosto de 1963      | Johnny Giles              | Manchester United | Leeds United      | £ 33,000                 |
| 4 de enero de 1978       | Joe Jordan                | Leeds United      | Manchester United | £ 350,000                |
| 1 de febrero de 1978     | Gordon McQueen            | Leeds United      | Manchester United | £ 500,000                |
| 1 de agosto de 1979      | Brian Greenhoff           | Manchester United | Leeds United      | £ 350,000                |
| 1 de agosto de 1983      | Arthur Graham             | Leeds United      | Manchester United | £ 65,000                 |
| 21 de marzo de 1989      | Gordon Strachan           | Manchester United | Leeds United      | £ 300,000                |
| 12 de noviembre de 1992  | Éric Cantona              | Leeds United      | Manchester United | £ 1,200,000              |
| 14 de agosto de 1996     | Lee Sharpe                | Manchester United | Leeds United      | £ 4,500,000              |
| 22 de junio de 2002      | Rio Ferdinand             | Leeds United      | Manchester United | £ 29,100,000             |
| 26 de mayo de 2004       | Alan Smith                | Leeds United      | Manchester United | £ 7,000,000 + Danny Pugh |
| 27 de mayo de 2004       | Danny Pugh                | Manchester United | Leeds United      | £ 7,000,000 + Danny Pugh |
| 4 de noviembre de 2005   | Liam Miller               | Manchester United | Leeds United      | Cesión                   |
| 21 de septiembre de 2013 | Scott Wootton             | Manchester United | Leeds United      | £ -                      |
| 7 de agosto de 2017      | Cameron Borthwick-Jackson | Manchester United | Leeds United      | Cesión                   |

## Honores, mano a mano, y récords

### Honores
Actualizado al día 26 de febrero de 2023.
| Competencia          | Manchester United | Leeds United |
| -------------------- | ----------------- | ------------ |
| EFL y Premier League | 20                | 3            |
| FA Cup               | 12                | 1            |
| Copa de la Liga      | 6                 | 1            |
| Community Shield     | 21                | 2            |
| Liga de Campeones    | 3                 | 0            |
| Liga Europa          | 1                 | 2            |
| Recopa de Europa     | 1                 | 0            |
| Supercopa de Europa  | 1                 | 0            |
| Intercontinental     | 1                 | 0            |
| Mundial de Clubes    | 1                 | 0            |
| Total                | 67                | 9            |

(Charity/Community Shields incluye los títulos compartidos después de un partido empatado, según las regulaciones de la competencia antes de 1993)

 Manchester United = 4 compartidos

### Mano a mano
La siguiente tabla muestra los resultados competitivos entre los dos clubes —no indica los títulos ganados—.
 Actualizado al día 12 de febrero de 2023.
| Competencia     | Part. | Manchester United | Empates | Leeds United |
| --------------- | ----- | ----------------- | ------- | ------------ |
| Premier League  | 98    | 41                | 34      | 23           |
| FA Cup          | 10    | 4                 | 3       | 3            |
| Copa de la Liga | 5     | 5                 | 0       | 0            |
| Total           | 113   | 50                | 37      | 26           |

### Récords
- Mayor victoria:
  - Para Leeds United: Leeds United 5–0 Manchester United, First Division, Elland Road, 20 de diciembre de 1930
  - Para Manchester United: Manchester United 6–0 Leeds United, First Division, Old Trafford, 9 de septiembre de 1959
- Mayor victoria en liga:
  - Para Leeds United: Leeds United 5–0 Manchester United, Elland Road, 20 de diciembre de 1930
  - Para Manchester United: Manchester United 6–0 Leeds United, Old Trafford, 9 de septiembre de 1959
- Mayor victoria en FA Cup:
  - Para Leeds United:
    - Leeds United 1–0 Manchester United, Semifinal Replay, City Ground, 31 de marzo de 1965
    - Leeds United 1–0 Manchester United, Semifinal 2.° Replay, Highbury, 26 de marzo de 1970
    - Manchester United 0–1 Leeds United, 3.ª Ronda Old Trafford, 3 de enero de 2010

  - Para Manchester United:
    - Manchester United 4–0 Leeds United, 4.ª Ronda, Old Trafford, 27 de enero de 1951
- Mayor victoria en Copa de la Liga:
  - Para Leeds United: n/a
  - Para Manchester United: Leeds United 0–3 Manchester United, 3.ª Ronda, Elland Road, 20 de septiembre de 2011
- Mayor acumulado:
  - En Elland Road: Leeds United 3–4 Manchester United, Elland Road, 30 de marzo de 2002
  - En Old Trafford: Manchester United 6–2 Leeds United, Old Trafford, 20 de diciembre de 2020
- Jugador con mayor número de goles en un juego:
  - Para Leeds United: 3
    - Mick Jones, Leeds United 5–1 Manchester United, First Division, 19 de febrero de 1972[35]

  - Para Manchester United: 3
    - Stan Pearson, Manchester United 4–0 Leeds United, FA Cup 4.ª Ronda, 27 de enero de 1951
    - Andy Ritchie, Manchester United 4–1 Leeds United, First Division, 24 de marzo de 1979
    - Dennis Viollet, Manchester United 4–0 Leeds United, First Division, 21 de marzo de 1959
    - Bruno Fernandes, Manchester United 5–1 Leeds United, Premier League, 14 de agosto de 2021
- Mayor asistencia:
  - Leeds United como local: 52,368 – Leeds United 0–1 Manchester United, 17 de abril de 1965
  - Manchester United como local: 74,526 – Manchester United 0–1 Leeds United, 3 de enero de 2010
- Menor asistencia:
  - Leeds United como local: 10,596 – Leeds United 3–1 Manchester United, 26 de abril de 1930
  - Manchester United como local: 9,512 – Manchester United 2–5 Leeds United, 7 de noviembre de 1931